# Луис Фахардо де ла Куэва
Луис Яньес Фахардо де ла Куэва (1508 или 1509 год, Велес-Бланко или Мурсия — 4 июля 1574, Велес-Бланко) — испанский дворянин, политик и военный из дома Фахардо. Носил титулы 2-го маркиза де Лос-Велеса (1546), гранда Испании и 1-го маркиза Молина (1535). Среди занимаемых им должностей — аделантадо королевств Мурсия, Гранада и Валенсия.

## Биография
Он родился в Мурсии около 1508/1509 года. Единственный сын Педро Фахардо-и-Чакона (ок. 1478—1546), 1-го маркиза де Лос-Велес (1507—1546), и его второй жены, Менсии де ла Куэва-и-Толедо (+ 1517), дочери Франсиско Фернандеса де Ла Куэва-и-Мендосы, 2-го герцога Альбуркерке.
Король Испании Карлос I пожаловал ему титул маркиза де Молина 16 августа 1535 года, тем самым повысив семейную сеньорию, которой род Фахардо осуществлял с 14 века в городе Молина-де-Сегура. Также король пожаловал ему сеньорию Картахена. Кроме того, после своего отца он был вторым маркизом Лос-Велес, сеньором Мулы, Либрильи, Аламы и Бенитаглы, а также аделантадо и генерал-капитаном королевств Мурсия, Гранада и Валенсия. Он также был алькайдом крепостей Мурсии и Лорки, генерал-капитаном кавалерии королевства Валенсия на границе с Перпиньяном, рыцарем и комендадором Монастерио, Ла-Рейна и Каравака-де-ла-Крус в Ордене Сантьяго и констеблем Индии.
У него была сильная вражда с Фернандо Альваресом де Толедо-и-Пиментелем, известным как великий герцог Альба. Он участвовал в военных кампаниях в Европе и Северной Африке, таких как война против Сулеймана Великолепного в Венгерском королевстве (1531 г.), в Тунисской экспедиции (1535 г.), в Прованской кампании (1536 г.) и в Алжирской экспедиции (1541).
В возрасте чуть более пятидесяти лет он еще командовал вместе с маркизом Вильена силами, пришедшими на помощь Картахене, когда поблизости высадилась турецко-алжирская экспедиция численностью 1800 человек. 4 мая 1561 года, когда маркиз де Лос-Велес прибыл из Мулы во главе рекрутов своих владений, Аламы и Велес-Бланко, он отбросил вражеские войска, которые отвели свои корабли обратно в Берберию, когда обнаружили провал внезапной атаки на портовый город.
Он также участвовал во Втором Альпухарском восстании  (1568—1571) против восставших морисков, где он соперничал с маркизом Мондехаром, возглавляя 2000 пехотинцев и 300 всадников. Мавры окрестили его "дьяволом с железной головой " и говорили о нем, что он был «ужасен тем, что был воинственного характера, гибок и дороден, и со свирепым лицом, на которое было страшно смотреть».

## Брак и потомство
Луис Фахарадо женился в 1526 году на Леонор Фернандес де Кордова-и-Суньига, дочери Диего Фернандеса де Кордова, 3-го графа Кабра (1460—1525), и Франсиски де Суньига-и-де-ла-Серда. У супругов были следующие дети:
- Педро Фахардо-и-Кордова (? — 12 февраля 1579), 3-й маркиз де Лос-Велес, 2-й маркиз де Молина, главный аделантадо Мурсии, главный комендадор Леона и Караваки, государственных советов и военных советов Филиппа II и майордом королевы Анны Австрийской. Был женат первым браком на Леонор Хирон-и-де-ла-Куэва из дома Уренья, а во второй раз на Марии или Менсии де Суньига-и-Рекесенс, владелице баронства Кастельви-де-Росанес, Марторель, Сан-Андрес-де-ла-Барка и Молинс-де-Рей.
- Диего Фахардо-и-Кордова, а после женитьбы известный как Фахардо де Гевара, который сопровождал своего отца в Альпухарской войне во время мавританского восстания, был рыцарем Ордена Сантьяго и Ордена Калатравы и сеньором-консортом поместья его жены. Был женат на Хуане де Гевара Рокафулл Веласко-и-Отасу, сеньоре города, поместья и поместья Вега-де-Мората, города Сеути и замка, города, дома и майората Монтеагудо, дочери Хуана де Гевара-и-Отасу и его жена Херонима де Веласко. У супругов была одна дочь:
  - Леонор Мария Фахардо де ла Куэва, сеньора города, поместья и майората Вега-де-Мората, города Сеути и замка, города, дома и поместья Монтеагудо, вышла замуж за своего двоюродного брата Хуана Фахардо де Тенса, 1-го виконта де Монтеагудо, а затем 1-го маркиза Эспинардо, сеньора вилл Онтур, Альбатана, Эспинардо и Мохон-Бланко.
- Менсия Фахардо и Кордова
- Франсиско/Франсиска Фахардо и Кордова
- Луис Фахардо-и-Кордова, член Королевской аудиенции Севильи.

Вне брака у него был сын от Аны Руис де Авенданьо:
- Луис Фахардо-и-Чакон (ок. 1545—1617), который после женитьбы был известен под фамилиями Фахардо Чакон де Кордова, командор Морали в Ордене Калатравы, капитан-генерал военно-морского флота Океанского моря и капитан-генерал в завоевании из Ла Маморы. Был женат на Луизе де Тенса-и-Каскалес-Пачеко, сеньоре вилл Онтур, Альбатана, Эспинардо и Мохон-Бланко, и дочери Альфонсо или Алонсо де Тенса-Пачеко, сеньора вышеупомянутых городов, и его жены Альдонсы де Каскалес-и-Сото, дочери Алонсо де Каскалеса и его жены Терезы де Авилес.